# Franz Hartmann
Pour les articles homonymes, voir Hartmann.
Franz Hartmann (22 novembre 1838 à Donauworth - 7 août 1912 à Kempten (Allgäu)) était un médecin allemand, franc-maçon,  théosophe, martiniste,  occultiste, géomancien, astrologue et auteur d'ouvrages ésotériques.  

## Biographie
Il a écrit des études ésotériques et une biographie de Jakob Böhme et de Paracelse. Il a traduit la Bhagavad Gita en allemand et en était le rédacteur de la revue Lotusblüten (1893-1900) et   Neu Lotusblüten (1908-1912). Il était aussi un collaborateur de Helena Blavatsky à Adyar près de Madras en Inde. Marie Lang et son mari a également créé un groupe d'étude théosophique avec Frederick Eckstein (de) et Franz Hartmann. En 1896, il fonde une société  théosophique allemande. Il a également appuyé la Guido-von-List-Gesellschaft (de). En 1906 il a été membre fondateur, avec Carl Kellner et Heinrich Klein, de l' Ordo Templi Orientis (O.T.O.)

## Publications
- La Magie blanche et noire ou La science de la vie terrestre et de la vie infinie (1886), trad. sur l'édition anglaise, Librairie de l'art indépendant, 1905.
- Dans le Pronaos du temple de la Sagesse. Résumé de l’histoire des véritables et des faux rose-croix (1890, en allemand), trad. sur l'édition anglaise, Editions Sesheta, 94 p. Autre trad. : Au seuil du sanctuaire. Résumé de l'histoire des véritables et des faux Rose-Croix, 1920;
- Clés des symboles des rose-croix et des alchimistes. Philosophie-Yoga, trad. sur l'édition anglaise, Editions Sesheta. Autre trad. : Philosophie Yoga. Rosecroix et Alchimistes, 1920.
- Une Aventure chez les rose-Croix, roman, Editions de l'Or du temps, Grenoble, 1981.